# Suzuki LT 230
El Suzuki Quadsport LT230S (comúnmente conocido como LT230 y también como el "hermano pequeño" del LT250R) fue la primera variante deportiva de un quad, puesto a la venta en 1985.

## Características
Estaba impulsado por un motor monocilíndrico de cuatro tiempos y 229 cc ("230"), con dos válvulas y equipado con un árbol de levas en cabeza. Disponía de una transmisión manual de 5 velocidades con marcha atrás. La transmisión final utilizaba una cadena de 520 eslabones. En 1ª marcha, el quad iría a 16,7 mph (26,88 km/h); en segunda, a 21,4 mph (34,44 km/h); en tercera, a 32,2 mph (51,82 km/h); en cuarta a 41,9 mph (67,43 km/h); y finalmente en la quinta marcha alcanzaba 51,6 mph (83,04 km/h). Contaba con frenos de disco hidráulicos delanteros y traseros, y suspensión delantera de bastidor en A doble independiente. La suspensión delantera del brazo en A proporcionaba 6,3 pulgadas (16,0 cm) de recorrido de la rueda. La parte trasera utilizaba un eje de viga. Todos los amortiguadores eran de precarga regulable.
Contaba con un motor de arranque accionado con un pedal, una característica que no se ve comúnmente en ninguna motocicleta con pedal de arranque. Pesaba solo 309 libras (140,2 kg). El precio minorista original del 230 era de 1969 dólares. En 1987, Suzuki lanzó una versión ligeramente modificada conocida como "LT230E". Presentaba una transmisión semiautomática que tenía un patrón de cambio diferente al de otros modelos enumerados, arranque eléctrico y marcha atrás mediante retroceso con el motor de arranque. Después del fin de la producción del LT230S en 1988, el LT230Epermaneció en producción hasta 1993. Suzuki también produjo, durante un período de dos años, el LT250S. La suspensión del LT250S disponía de una tarado progresivo con más recorrido. El LT250S también era más ancho y largo. El LT250S, aunque estaba destinado a reemplazar al 230, fue retirado de la producción en 1990, el segundo y último año en el que se fabricó.